# حمامى سمية وليدية
سمية الحمامى الوليدي ( المعروف أيضا باسم حمامى سمية، الوليدي الشرى والحمامى السمية عند الوليد ) هو طفح جلدي شائع في الأطفال حديثي الولادة ويظهر في ما يصل إلى نصف من المواليد الجدد، وعادة ما بين 2-5 يوم بعد الولادة ؛ فإنه لا يحدث خلال فترة ما بعد الولادة.

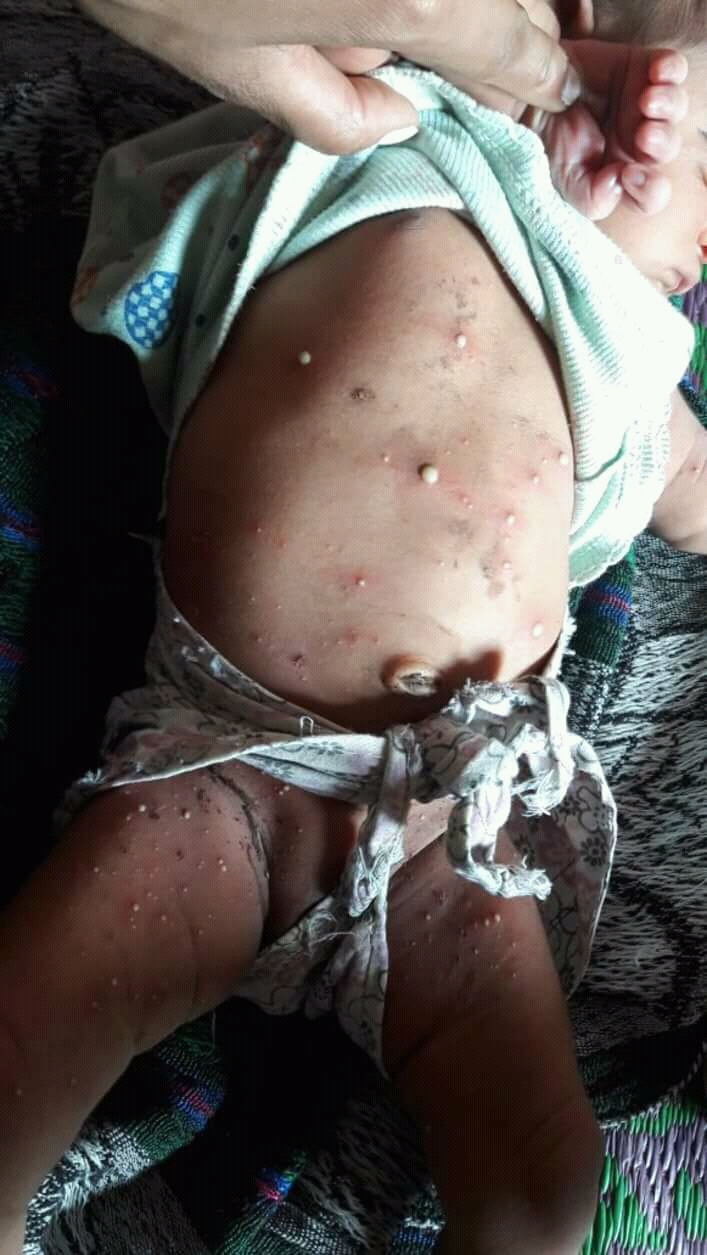

يتميز حمامى سمية البقع الحمراءفي شكل بقع على الجلد، مع حطاطات أو بثرات بيضاء أو صفراء. ويمكن لهذه الآفات ان تكون علي هيئه عدد قليل أو كثير. الاندلاع يحل عادة في غضون أول أسبوعين من الحياة، والآفات الفردية كثيرا ما تظهر وتختفي في غضون دقائق أو ساعات. وهي حالة حميدة يعتقد أن السبب أي إزعاج للطفل.

## السبب
يعتقد أن سبب سمية حمامي المواليد هو القدرة على تنشيط الجهاز المناعي. الأطفال حديثي الولادة هم أكثر حساسية من غيرهم، تطور بقع حمامية في جميع أنحاء الجسم.نظرية أخرى هي فرط الحساسية لل منظفات في الشراشف ويشتبه في الملابس في بعض الأحيان، الارتباط بينهم يبقى غير مثبت حتي الآن.
ومن المعتقد أنها حالة حميدة، تحدث بسبب أي إزعاج للرضيع. الطفح عموما سوف يختفي من تلقاء نفسه في حوالي اسبوعين.

## العرض
يتكون الطفح من آفات حطاطية صغيرة، كل على قاعدة محمره منفصلة.

## التشخيص
عادة ما يكون التشخيص مباشر، بينما في أوقات يكون هنالك عدم تأكد، يمكن أن يكون الطفح الجلدي بسبب الهربس البسيط. عالرغم من ذلك، وهذه الأخيرة لديها عموما مظهر أكثر تفاوتا للمسافات وشكل حويصلي.
في حالات مؤكدة، الكشط من الآفة يمكن أن تؤخذ والسائل يتم فحصه تحت المجهر.وقوباء الآفات لديها اختبار الاجسام المضادة الايجابيه مباشره للفلورسنت.
السائل ل آفات سمية الحمامي سوف تظهر العديد من الحمضيات. إذا تم أخذ عينات الدم يمكن أن تظهر على مستوى عال من الحمضيات، عالرغم من ذلك هذا لايتم عاده لانه غير مطلوب.
ويمكن أن تشمل التشخيص التفريقي فيروس الهربس البسيط، القوباء، الإنتان الوليدي، الليستيريا والحماق ( جدري الماء ).

## العلاج
لأن الاندفاع عابر، ومحدودة ذاتيا، يُعتقد إلى أنه لا يحتاج علاج.